# Raymond Séguy
Pour les articles homonymes, voir Séguy.
Raymond Séguy, évêque émérite d'Autun est né le 8 décembre 1929 à Rieupeyroux en Aveyron et mort le 21 mars 2022 à Rodez.

Il a été ordonné prêtre le 18 septembre 1954 pour le diocèse de Rodez.
Nommé évêque de Gap le 14 octobre 1981, il a été consacré le 22 novembre de la même année. Le 31 juillet 1987, il est nommé évêque d'Autun, Chalon et Mâcon mais aussi abbé de Cluny. Il prend sa retraite épiscopale le 8 avril 2006. Il est inhumé le 26 mars 2022 en la cathédrale Saint-Lazare d'Autun.

## Biographie

### Formation
De famille paysanne, Raymond Séguy est entré au grand séminaire de Rodez, puis il a poursuivi sa formation à Rome où il a obtenu une licence de théologie à l'université pontificale grégorienne.

### Ministères
Après avoir été missionnaire diocésain pendant dix ans dans le diocèse de Rodez, il est pendant douze ans délégué diocésain à l'apostolat des laïcs et aumônier de mouvements de l'Action catholique.
En 1977, il est nommé curé-doyen de Sévérac-le-Château.
Le pape Jean-Paul II le nomme tout d'abord évêque de Gap en 1981, puis évêque d'Autun en 1987. Il reconnaît les Sœurs apostoliques de Saint-Jean (fondées en 1984), comme congrégation religieuse de droit diocésain, le 7 octobre 1993.
Au sein de la Conférence des évêques de France, il a été membre de la commission de la liturgie et de la pastorale sacramentelle.
Durant son épiscopat, il a réorganisé le diocèse d'Autun, regroupant les paroisses (de 535 à 50) et organisant les doyennés.
Il célèbre ponctuellement la messe dominicale selon la forme extraordinaire à Rodez de 2014 à 2019.

## Prises de position

### Frère Roger de Taizé
Raymond Séguy a dit à l'historien Yves Chiron (et répété au journal Le Monde) que le frère Roger, pasteur protestant dont la communauté de Taizé se trouve dans le diocèse d'Autun, s'était converti au catholicisme dès 1972, sans pour autant abjurer le protestantisme, ce qui expliquerait qu'il ait reçu la communion à Rome lors des obsèques du pape Jean-Paul II. Le successeur du prieur Roger, frère Aloïs conteste cette affirmation, expliquant que Roger cherchait simplement à réconcilier les traditions catholiques et protestantes.

### Da Vinci Code
À la sortie du film Da Vinci Code, Raymond Séguy qualifie le film d'« insulte aux chrétiens » et à « l'intelligence historique », craignant que le mélange entre vérité et fiction ne crée l'amalgame, en particulier auprès des plus jeunes.

### Communauté Saint-Jean
Le 28 juin 2000, Raymond Séguy, évêque du diocèse d’Autun, Chalon et Mâcon dont dépend la communauté Saint-Jean, adresse à celle-ci une monition canonique. Dans ce texte « préventivement punitif », l’évêque lance de sévères avertissements à la communauté Saint-Jean après avoir notamment constaté « des signes graves d'un certain essoufflement, désarroi, fatigues physiques ou morales, épuisements, conduites non conformes à la vie chrétienne ou religieuse, demandes de dispenses de vie commune, d'ex-claustrations, de sortie, de retour à l'état laïc, voire de nullités de professions ou d'ordinations pour contrainte morale, etc. ». Toutefois Raymond Séguy n'a jamais informé la justice de ces abus. En 1997 il répondait aux parents d'une victime : « Je ne vais tout de même pas passer mon temps à répondre à votre matraquage épistolaire concernant une affaire qui ne me regarde que très indirectement. ».